# 러시아 디아스포라

러시아 디아스포라 지도.
러시아
> 1,000,000
> 100,000
> 10,000
> 1,000

러시아 디아스포라는 민족적 러시아인의 전 세계 공동체이다. 러시아어권(러시아어 사용자) 디아스포라는 민족적 러시아인이든 아니든 러시아어를 모어로 사용하는 사람들을 말한다.

## 역사

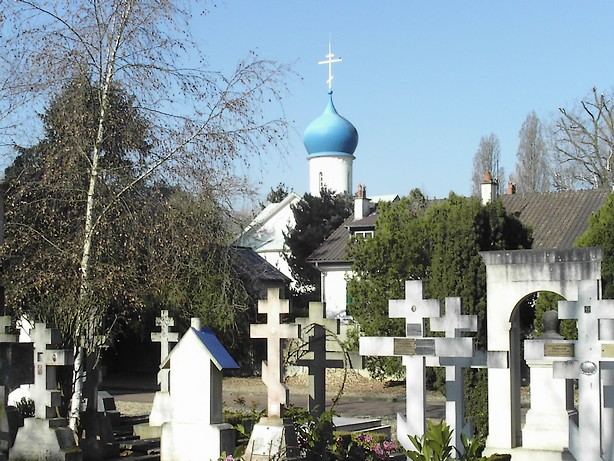
파리 (프랑스) 근처의 생트주느비에브데부아 러시아 묘지, 백계 러시아인들의 주요 묘지

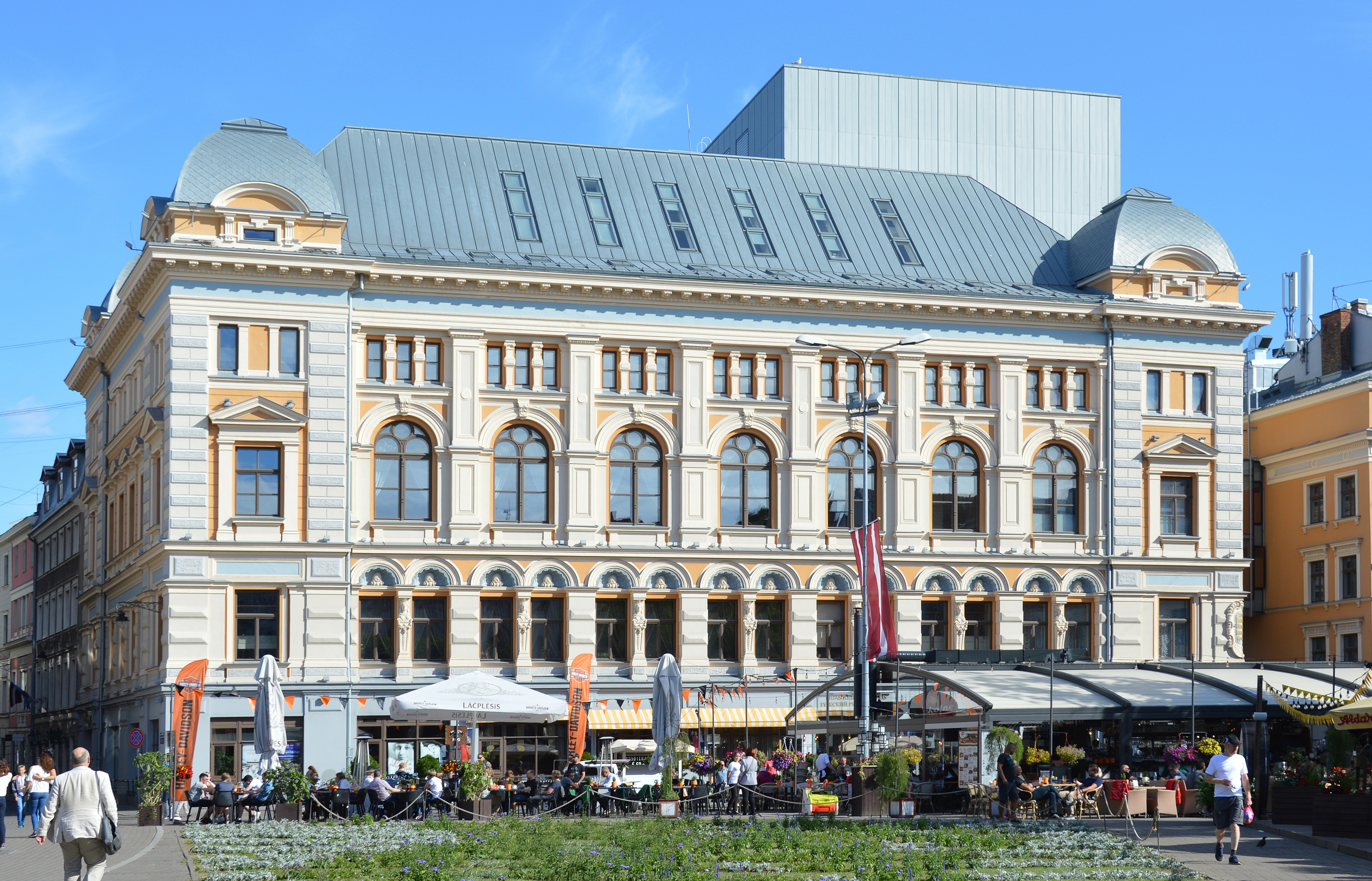
1883년에 설립된 미하일 체호프 리가 러시아 극장

러시아인의 상당한 민족 이주는 17세기 고의식파의 러시아 대분열 이후 발생했다(예를 들어, 1700년경 남쪽으로 이주한 리포반인). 나중에 두호보르파와 같은 러시아인 공동체(1841년부터 트란스캅카스로, 1899년부터 캐나다로 이주)도 중앙 권위에서 도피하는 종교적 반대자들로서 이주했다. 러시아로부터의 이주에 상당한 영향을 미친 종교적 소수자 중 하나는 러시아 유대인 인구였다.
20세기에 소련으로부터의 이주는 종종 세 "물결"(волны)의 이주로 나뉜다. 이 물결은 1917년 러시아 혁명과 그 이후의 러시아 내전 동안 떠난 "1차 물결" 또는 "백색 물결", 제2차 세계 대전 중과 그 이후에 이주한 "2차 물결", 그리고 1950년대, 1960년대, 1970년대, 1980년대에 이주한 "3차 물결"이다.
러일 전쟁, 제1차 세계 대전, 그리고 내전으로 이어진 러시아 혁명은 1904년부터 1923년까지 빠르게 연속적으로 발생했으며, 일부는 겹치면서 러시아, 특히 군 복무가 예상되는 남성들에게 부담을 가중시켰다. 젊은 남성들이 러시아를 떠나 이주한 주요 이유 중 하나는 러시아군에서의 강제 복무를 피하기 위해서였다.
1917년 10월 혁명과 1917-1922년 러시아 내전 이후 상당수의 러시아인이 이주했다. 이들은 총칭하여 백계 러시아인으로 알려지게 되었다. 그 이전에도 이주가 있었음에도 불구하고 이 이주는 "1차 물결"이라고도 불리는데, 이는 공산주의 혁명 이후 처음으로 이주한 사람들로 구성되었고, 매우 정치적인 성격을 띠었기 때문이다.
러시아인들이 "러시아 이주의 2차 물결"이라고 종종 언급하는 더 작은 규모의 러시아인 집단은 제2차 세계 대전 중에 떠났다. 이들은 난민, 소련 전쟁 포로, 동방 노동자 또는 러시아 해방군 및 독일군 지휘 아래 복무하고 강제 송환을 피했던 다른 협력 무장 부대의 생존 참전 용사들이었다. 전후 즉시, 이주한 러시아인 공동체 중 가장 큰 곳은 독일, 캐나다, 미국, 영국, 호주에 정착했다.
이스라엘 국가 수립 후, 많은 러시아계 유대인들이 비유대인 친척들과 함께 그 나라로 도피했으며, 현재 이스라엘 내 러시아인의 추정치는 총 300,000명 (소련에서 러시아인이 아니라 유대인으로 등록된 러시아계 유대인을 포함하면 1,000,000명)이다.
스탈린 사망 후부터 페레스트로이카 이전에 떠난 이민자들은 종종 "3차 물결"로 묶인다. 이 이민자들은 대부분 유대인, 아르메니아인, 러시아계 독일인이었다. 대부분은 1970년대에 떠났다.

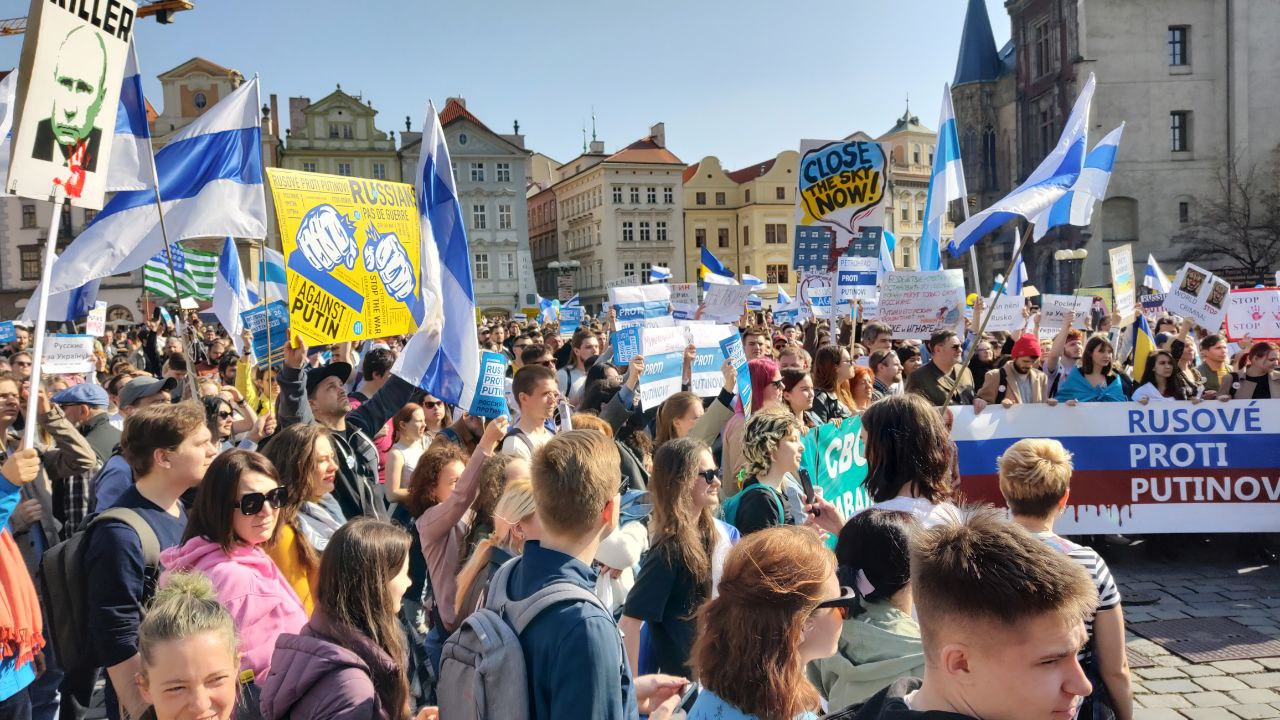
체코에 거주하는 러시아인들의 2022년 우크라이나 침공에 대한 시위

소련의 붕괴 이후 러시아는 1990년대에 경제 불황을 겪었다. 이로 인해 많은 러시아인들이 서방 국가로 떠났다. 경제 불황은 2000년에 끝났다. 또한 이 시기에 다른 구소련 국가에 살던 러시아인들은 러시아로 이주했다.
2022년 러시아의 우크라이나 침공과 그에 따른 동원령이 시작된 후, 수십만 명의 러시아인들이 해외로 도피했다.

## 통계
약 2천만에서 3천만 명의 러시아인이 러시아 연방 밖에서 거주하는 것으로 추정된다(민족성의 정의에 따라 다름).
공식 인구 조사 데이터는 종종 국적만을 고려한다. 러시아 연방 외부에 거주하는 러시아어 원어민의 수는 2010년 SIL 국제에 의해 약 3천만 명으로 추정되었다.

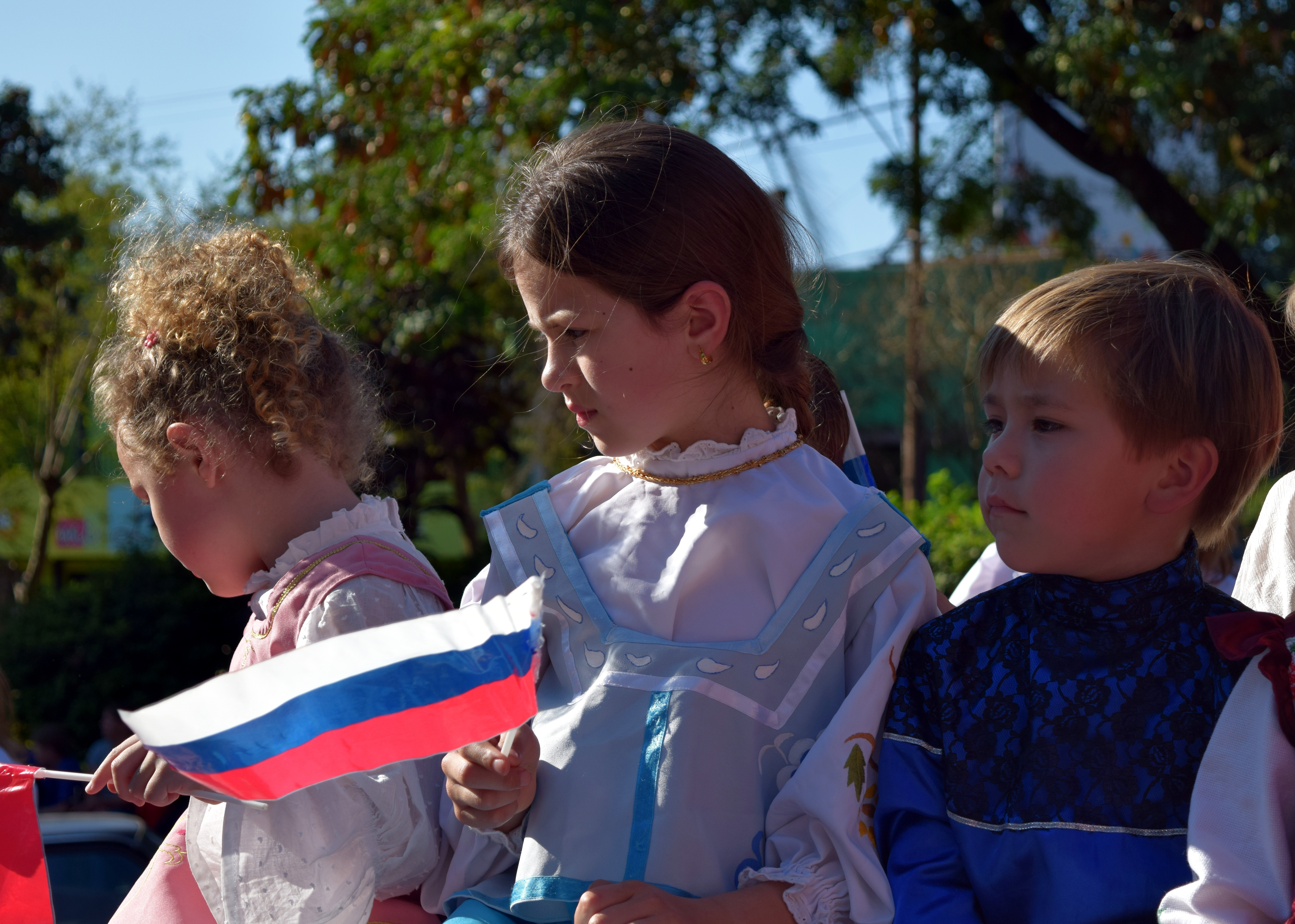
아르헨티나 미시오네스주 (아르헨티나)의 이민자 축제

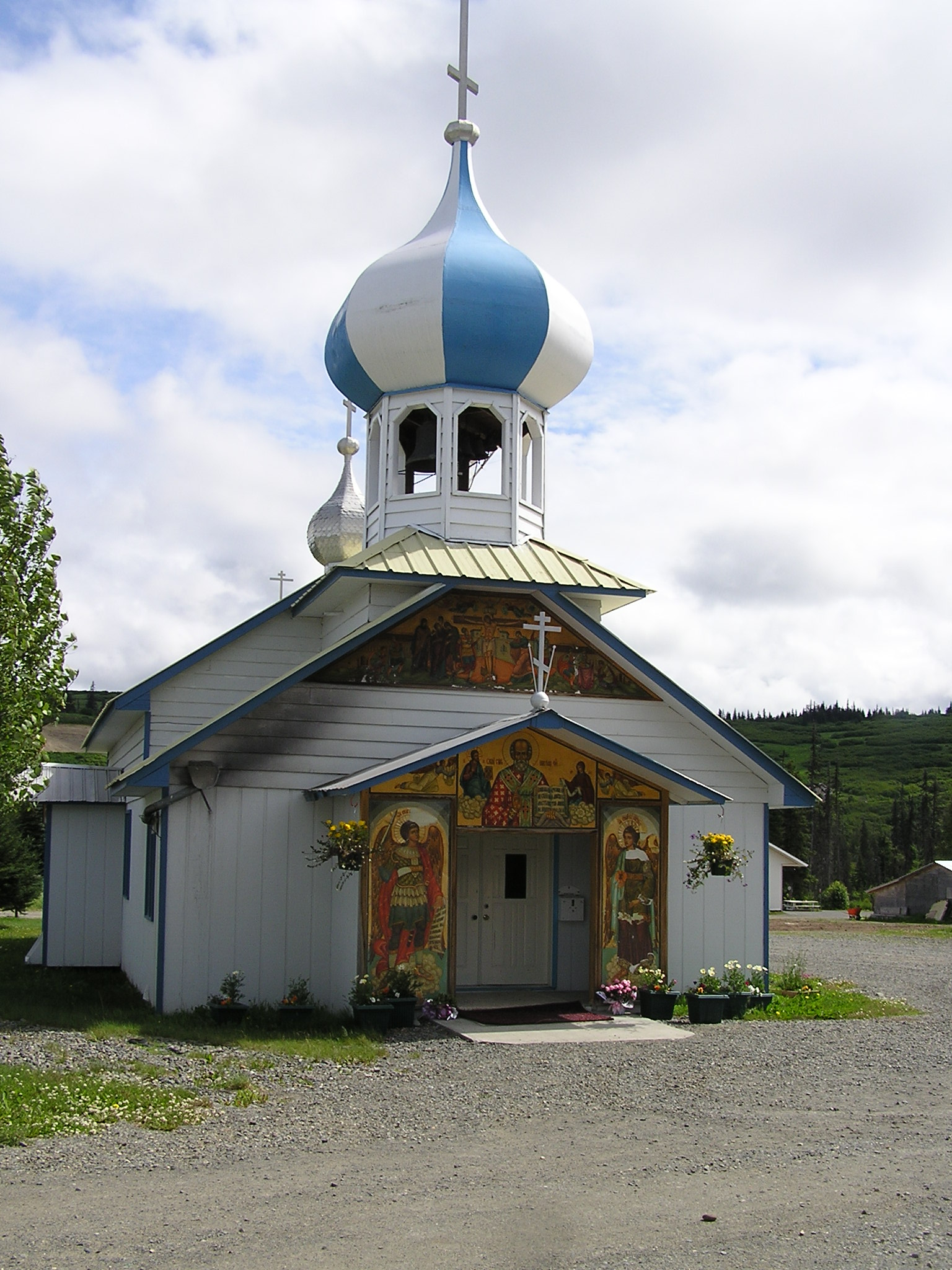
알래스카 니콜라옙스크의 러시아 고의식파 교회

| 국가           | 러시아인                                                                                                  |
| -------------- | --- |
| 우크라이나     | 8,300,000 (2001)                                                                                          |
| 카자흐스탄     | 3,500,000 (2022)                                                                                          |
| 미국           | 3,100,000                                                                                                 |
| 브라질         | 1,800,000                                                                                                 |
| 독일           | 1,213,000                                                                                                 |
| 벨라루스       | 706,992 (2019)                                                                                            |
| 우즈베키스탄   | 640,000                                                                                                   |
| 캐나다         | 622,445                                                                                                   |
| 프랑스         | 200,000 to 500,000                                                                                        |
| 라트비아       | 445,612 (2023)                                                                                            |
| 키르기스스탄   | 400,000                                                                                                   |
| 아르헨티나     | 400,000                                                                                                   |
| 이스라엘       | 1,200,000                                                                                                 |
| 투르크메니스탄 | 300,000                                                                                                   |
| 에스토니아     | 285,819                                                                                                   |
| 리투아니아     | 141,122 (2021)                                                                                            |
| 아제르바이잔   | 140,000                                                                                                   |
| 이탈리아       | 120,000 (2006)                                                                                            |
| 스페인         | 118,801 (2023)                                                                                            |
| 몰도바         | 111,000 (2014)                                                                                            |
| 튀르키예       | 100,000 (2022)                                                                                            |
| 핀란드         | 78,400 (2015)                                                                                             |
| 영국           | 73,000 (2020)                                                                                             |
| 대한민국       | 70,689, including the population of the Korean Russians living in Korea in 2024, which amounts to 36,168) |
| 타지키스탄     | 68,200 |
| 오스트레일리아 | 67,550 |
| 아랍에미리트   | 56,600 |
| 쿠바           | 50,200 |
| 베네수엘라     | 34,600 |
| 오스트리아     | 30,249 |
| 조지아         | 26,586 |
| 루마니아       | 23,000 |
| 스웨덴         | 20,930 |
| 벨기에         | 20,000 |
| 중화인민공화국 | 15,600 |
| 불가리아       | 15,595 |
| 인도           | 6,000 to 15,000                                                                                           |
| 노르웨이       | 13,914 |
| 그리스         | 13,415 (in 2021)                                                                                          |
| 폴란드         | 13,000 |
| 아르메니아     | 11,911 (2002)                                                                                             |
| 일본           | 11,634 |
| 뉴질랜드       | 10,235 |
| 포르투갈       | 5,103 |
| 홍콩           | 5,000 |
| 카타르         | 5,000 |
| 싱가포르       | 4,500 |
| 세르비아       | 3,290 |
| 멕시코         | 1,600 to 2,000                                                                                            |

### 알바니아
알바니아에 러시아인들이 처음 나타난 것은 1921년 말, 수천 명의 전 백군 병사들이 아흐메트 조구 총리의 요청으로 그 나라에 정착하면서였다. 제2차 세계 대전 후, 수백 명의 소련 민간 및 군사 전문가들이 알바니아로 파견되었다. 소련은 1961년에 전문가들을 알바니아에서 철수시켰고, 이로 인해 러시아 디아스포라의 약 절반이 영구적으로 알바니아에 남겨지게 되었다. 오늘날 러시아어권 디아스포라의 수는 약 300명에 불과하다.

### 미주

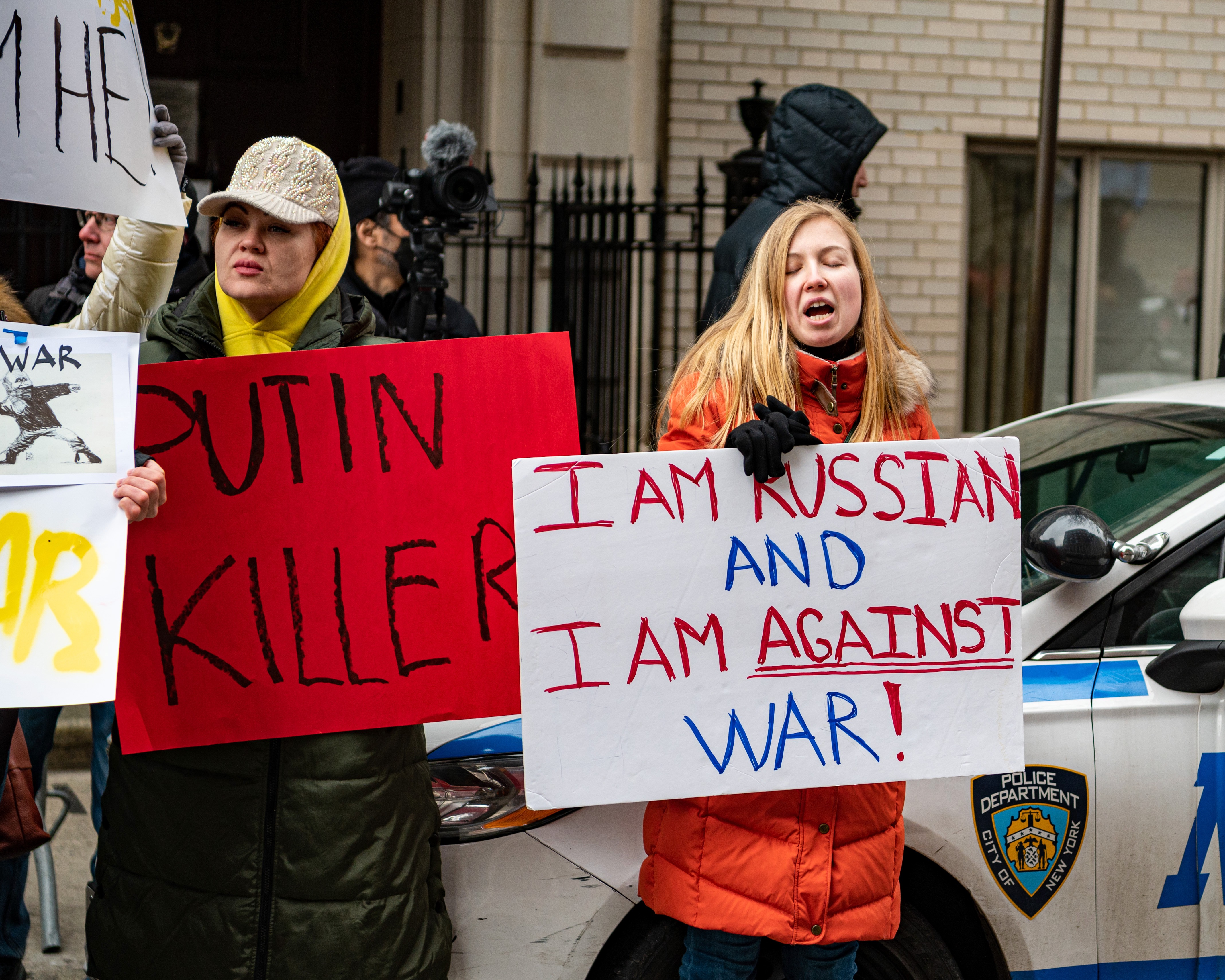
2022년 2월 24일 뉴욕 러시아 영사관 밖에서 열린 러시아의 우크라이나 침공 반대 시위

멕시코에 러시아인의 정착은 미미했지만 19세기와 20세기 초에 잘 기록되어 있다. 러시아 정교회에서 분리된 소수 종파인 영적 기독교인 프리구니의 일부 부족들은 러시아 제국의 박해를 피해 1904년부터 로스앤젤레스에 도착했으며, 엔세나다 북동쪽의 과달루페 계곡에 토지를 구매하고 식민화하도록 전환되어 몇 개의 마을을 건설했다. 그들은 몇십 년 동안 러시아 문화를 유지하다가 버려졌고, 키릴 문자가 새겨진 묘지들이 남아있다.
1800년대 후반에는 러시아와 동유럽에서 종교적 박해를 피해 미국으로 유대인 이민자들이 대거 유입되었다. 그 지역을 떠난 유대인 인구의 3분의 1 중 약 80%가 미국에 재정착했다. 그곳에서 많은 이들이 여전히 러시아 정체성을 유지하기를 원했고, 이미 많은 러시아 이민자들이 거주하는 지역에 정착했다. 지역 주민들은 일반적으로 그들의 문화적 차이에 대해 불신을 가졌다.
공식 소비에트 연방 공산당의 반대자들, 즉 트로츠키주의자와 그들의 지도자인 레프 트로츠키는 1930년대 멕시코에서 피난처를 찾았고, 트로츠키 자신은 1940년 NKVD 요원 라몬 메르카데르에게 암살당했다.

### 동아시아 및 동남아시아

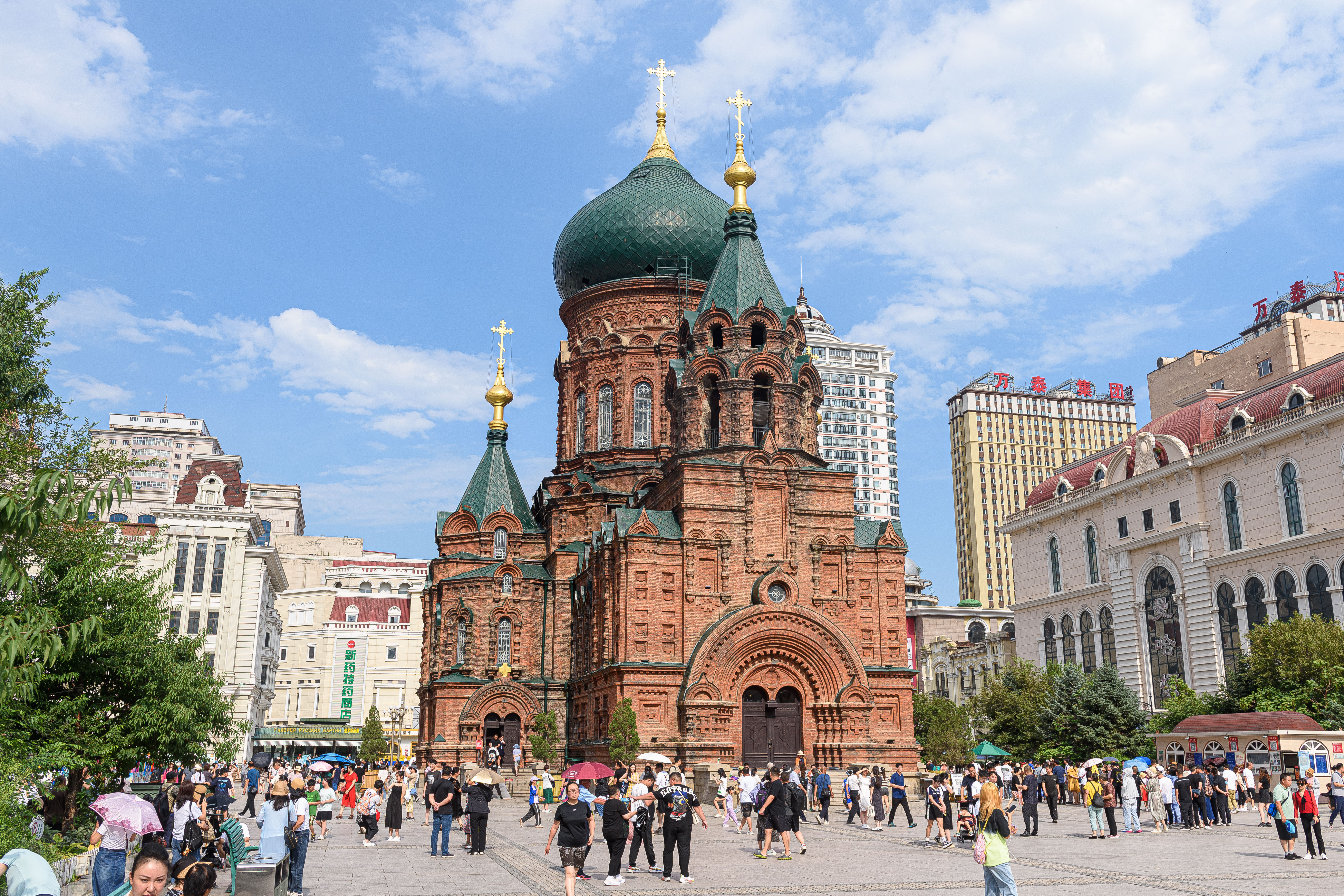
중국 하얼빈의 러시아 정교회 하얼빈 성 소피아 성당

러시아인(eluosizu)은 중화인민공화국이 공식적으로 인정한 56개 소수 민족 중 하나이다. 약 15,600명이 주로 북부 신장 위구르 자치구와 내몽골 자치구, 헤이룽장성에 거주한다. 1920년대 하얼빈시에는 러시아를 탈출한 10만에서 20만 명의 백계 러시아인들이 몰려들었다. 일부 하얼빈 러시아인들은 상하이시, 베이징시, 톈진시를 포함한 다른 도시로 이주했다. 1930년대에 상하이의 러시아 공동체는 25,000명 이상으로 늘어났다.
또한 일본과 한국에는 소수의 러시아인들이 있다. 일본 정부는 제2차 세계 대전 말 일본의 항복 후 1945년 소련에 합병된 쿠릴 열도에 대한 러시아의 주장을 반대한다. 소련의 붉은 군대는 이 섬 사슬에서 모든 일본인을 추방했고, 러시아인과 다른 소련 민족들이 재정착했다. 일부 러시아인들은 19세기 후반과 20세기 초반에 한반도에도 정착했다.
싱가포르의 러시아인 인구는 2018년 현지 러시아 대사관에 의해 4,500명으로 추정된다. 이들은 주로 전문직 및 사업 지향적인 국외 거주자 공동체이며, 그중에는 수백 명의 회사 소유주 또는 대형 러시아 다국적 기업의 현지 지사장이 포함되어 있다. 블라디미르 푸틴 대통령은 2018년 11월 13일 러시아 문화 센터 기공식을 위해 싱가포르를 방문했는데, 이 센터에는 러시아 정교회도 들어설 예정이다. 정상 회담에서 할리마 대통령은 싱가포르에 690개의 러시아 기업이 있다고 언급했다.
필리핀 마닐라에는 약 40가구의 러시아인들이 살고 있다.

### 핀란드
핀란드는 러시아와 직접 국경을 접하고 있으며, 1809년부터 1917년까지 러시아 제국과 동군연합을 이룬 핀란드 대공국이었다. 2013년 기준으로 핀란드에는 31,000명의 러시아 시민이 있었으며, 이는 인구의 0.56%에 해당하고, 80,000명(1.5%)이 러시아어를 모국어로 사용한다.

### 구소련
오늘날 러시아 외부에서 가장 큰 러시아인 디아스포라는 구소련 국가에 존재한다. 예를 들어 우크라이나 (약 900만 명), 카자흐스탄 (2016년 3,644,529명 또는 20.61%), 벨라루스 (약 150만 명), 우즈베키스탄 (약 65만 명), 키르기스스탄 (약 60만 명) 및 라트비아 (2020년 471,276명 또는 24.7%)가 있다.
러시아인 디아스포라가 직면한 상황은 크게 달랐다. 예를 들어 벨라루스에서는 지위에 인식할 만한 변화가 없었다. 그러나 에스토니아와 라트비아에서는 1940-1991년 소련 점령 이전에 해당 국가의 시민이었던 조상이 없고, 러시아 시민권이 가능했을 때 이를 신청하지 않은 사람들은 비시민권자로 간주되었다.
2022년 3월, 러시아의 우크라이나 침공이 시작된 지 일주일 후, 로드 애시크로프트의 여론조사(러시아 점령 지역인 크림반도와 돈바스 일부 지역은 제외)에 따르면 우크라이나에 거주하는 러시아계 주민의 82%는 우크라이나의 어떤 지역도 러시아의 정당한 일부라고 믿지 않는다고 답했다. 우크라이나인의 65%는 "우리의 차이점에도 불구하고 우크라이나에 사는 러시아계 주민과 우크라이나인을 나누는 것보다 우리를 하나로 묶는 것이 더 많다"는 데 동의했으며, 여기에는 러시아계 주민의 88%가 포함된다.

## 같이 보기
- 러시아의 우크라이나 침공 당시 러시아인의 이민
- 구소련 국가의 러시아어